# Saicourt
Saicourt és un municipi del cantó de Berna (Suïssa), situat al districte de Moutier.

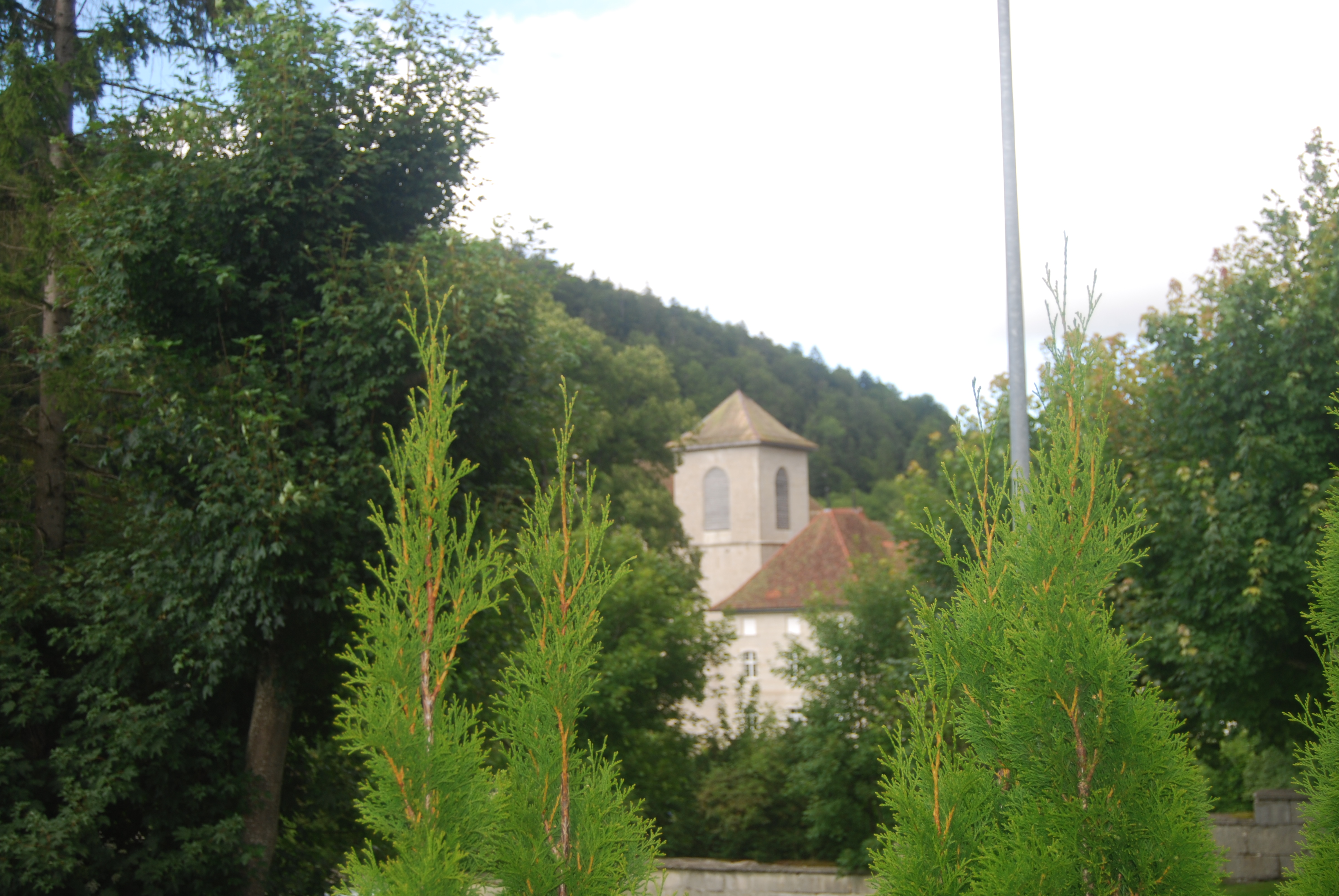
Bellelay (Saicourt)